# Friedrich Wilhelm Nagel
Friedrich Wilhelm Nagel (* 25. November 1940 in Urach; † 2. Februar 2024 in Brüssel) war ein deutscher Agrarwissenschaftler und Ökonom. Er war Delegationsleiter der Europäischen Union in verschiedenen Staaten Afrikas.

## Leben und Wirken
Nach dem Abitur am Hohenlohe-Gymnasium Öhringen absolvierte er 1961/62 den Wehrdienst am Standort Heuberg bei Stetten am Kalten Markt in der 5. Kompanie beim Luftlande-Bataillon, den er als Leutnant und nach Wehrübungen als Oberleutnant der Reserve abschloss. Bis zu seinen Einsätzen im Ausland blieb er der Bundeswehr als Offizier der Reserve erhalten.
Nach einem landwirtschaftlichen Praktikum (1963/64) studierte er an der Universität Hohenheim Agrarwissenschaften. Nach dem Diplom als Agraringenieur (1968) wurde er als Mitarbeiter von Hans-Hartwig Ruthenberg im Institut für Ausländische Landwirtschaft. Mit seiner Dissertation zur Weizenproduktion in Entwicklungsgebieten wurde er 1974 zum Dr. oec. an der Universität Hohenheim promoviert.
Von 1974 bis 1990 beriet er Delegationen der Europäischen Union in mehreren afrikanischen Ländern. 
Ab 1991 wurde Nagel als Delegationsleiter der Europäischen Union nach Sierra Leone (1991–1994), Kamerun (1995–1999) und Elfenbeinküste (2000–2005) entsandt. 
Nach seiner Pensionierung war er ehrenamtlicher Trainer für angehende Diplomaten in Brüssel und für landwirtschaftliche Entwicklungshelfer in Hohenheim.
Nagel lebte ab der Pensionierung mit seiner Frau Sigrid Rita Nagel in Brüssel, das Ehepaar hatte drei Kinder.

## Schriften
- Die Ökonomik der Beregnung bei Weizen in semi-ariden Regionen Nordafrikas und des Nahen Ostens, untersucht für die Negev Israels. Hohenheim 1974.